# شکار روباه (فیلم ۱۹۶۶)
شکار روباه (ایتالیایی: Caccia alla volpe) فیلمی در ژانر سرقت به کارگردانی ویتوریو دسیکا است که در سال ۱۹۶۶ منتشر شد.

## بازیگران
- پیتر سلرز
- بریت اکلاند
- پائولو استوپا
- ویکتور ماتیور
- ویتوریو دسیکا
- مارتین بالسام
- آکیم تامیروف
- لاندو بوتسانکا
- ماریا گراتزیا بوچلا
- کارلو دله پیانه
- انتسو فی‌یرمونته
- نینو وینجلی
- جوستینو دورانو
- موریس دنهام
- مارچلا روونا
- میمو پُلی
- تیبریو مورجا
- تینو بواتسلی
- انریکو لوتسی